# Argus As 8
L'Argus As 8 era un motore aeronautico a 4 cilindri in linea invertito raffreddato ad aria prodotto dalla tedesca Argus Motoren GmbH negli anni trenta. Adatto ad equipaggiare velivoli leggeri, venne utilizzato da alcuni modelli da turismo e da addestramento.

## Velivoli utilizzatori
Germania
- Albatros L 100
- Albatros Al 101
- Arado L II
- BFW M.23
- BFW M.27
- BFW M.29
- DFS 40
- Heinkel He 64
- Heinkel He 72
- Klemm L 25E
- Klemm Kl 31
- Klemm Kl 32